# لومباریزاسیون اولین مهره خاجی
لومباریزاسیون اولین مهره خاجی یا کمری‌شدگی (به انگلیسی: Lumbarization) عبارت است از جدا شدن اولین مهره خاجی از استخوان خاجی (ساکروم) و اتصال آن به پنجمین مهره کمری. این حالت همانند ساکرالیزاسیون (خاجی‌شدگی) یک ناهنجاری مادرزادی محسوب می‌گردد. بنابراین، در لومباریزاسیون به جای پنج مهره کمری، شش مهره وجود دارد. این ناهنجاری مادرزادی کمتر از ساکرالیزاسیون دیده می‌شود، ولی ممکن است همانند ساکرالیزسیون به عنوان یک عامل کمردرد مطرح باشد. گاهی لومباریزاسیون در برخی از افرادی که حتی شکایتی از دردهای کمری ندارند، به‌طور تصادفی از طریق رادیوگرافی مشاهده می‌گردد.